# Referéndum sobre el estatus político de Crimea de 2014
El referéndum sobre el estatus político de Crimea de 2014 se celebró en la República Autónoma de Crimea (RAC) y la ciudad de Sebastopol el 16 de marzo de 2014 —originalmente fue fijado para el 25 de mayo de 2014 y posteriormente para el 30 de marzo, pero se adelantó— y consultó sobre el ingreso del territorio en la Federación de Rusia o el retorno a la Constitución de Crimea de 1992.
Los miembros del Consejo Supremo de la República Autónoma votaron el 6 de marzo dejar de ser formalmente parte de Ucrania y unirse a Rusia. El mismo día, Sebastopol se declaró unilateralmente un sujeto federal de la Federación Rusa. El 11 de marzo Crimea y la ciudad de Sebastopol declararon su independencia de Ucrania, formando la República de Crimea, con 78 votos a favor de un total de 100 miembros en el Parlamento de Crimea. La acción fue considerada legítima por Rusia, pero no por Estados Unidos y el gobierno en Kiev.
Finalmente, en la RAC, con una participación de más del 80 %, la opción de ser anexada a Rusia ganó con más del 96%. En cuanto a Sebastopol, con una participación de casi un 90 %, la opción de ser anexada a Rusia ganó con más del 95 %. Tras conocerse los resultados, los concejales del Ayuntamiento de Sebastopol votaron el día 17 de marzo a favor de la integración de la ciudad en la Federación de Rusia como territorio federal, es decir, como una entidad aparte del resto de Crimea, con el mismo estatus de las ciudades de Moscú y San Petersburgo.
El sitio web del Consejo Presidencial para la Sociedad Civil y los Derechos Humanos informó brevemente que no más del 30% de los votantes participaron en el referéndum, de los cuales aproximadamente el 50% votó por la adhesión a la Federación Rusa. El Congreso del Pueblo Tártaro de Crimea también publicó datos sobre una participación del 30-40%.
Anteriormente habían ocurrido referéndums en 1991 y 1994. Sin embargo el gobierno de Ucrania argumentó que cualquier referéndum celebrado por las autoridades de Crimea sería «inconstitucional». Estados Unidos y la Unión Europea también se mostraron en contra de la consulta. En el mismo sentido, el 27 de marzo de 2014 fue aprobada la Resolución 68/262 de la Asamblea General de las Naciones Unidas (llamada Integridad territorial de Ucrania) en respuesta a la crisis de Crimea. Aprobada por 100 países, la resolución afirmó el compromiso de las Naciones Unidas para reconocer a Crimea como parte de Ucrania, rechazando el referéndum sobre el estatus político.

## Antecedentes

### Transferencia de Crimea
La transferencia de Crimea se refiere al cambio administrativo interno en la Unión Soviética mediante el cual el óblast de Crimea fue transferida de la RSFS de Rusia a la vecina RSS de Ucrania en 1954. La medida fue implementada a petición de la parte rusa, que no tenía acceso terrestre a la península, siendo Crimea abastecida de electricidad, agua, carreteras y vías férreas desde Ucrania, lo cual favorecía la gestión, administración y contabilidad de la península por esta última. El Primer Secretario del PCUS, Nikita Jruschov, fue uno de los artífices de dicha transferencia, apoyado así mismo por el Presidente del Consejo de Ministros de la URSS Gueorgui Malenkov. El Soviet Supremo de la URSS ratificó la transferencia de Crimea a la RSS de Ucrania el 19 de febrero de 1954, la cual fue confirmada por una ley específica del 26 de abril.
El traspaso administrativo se consumó el 17 de junio de 1954, cuando el Soviet Supremo de la RSS de Ucrania aceptó la incorporación del territorio. Pese a ello, la población rusa continuó siendo la etnia mayoritaria de la óblast de Crimea: 858 000 rusos frente a 268 000 ucranianos, según el censo de 1959.

### Rusos en Ucrania
La política de rusificación fue más intensa en Ucrania que en otras partes de la Unión Soviética, por lo que este país contiene ahora el grupo más grande de rusófonos que no son rusos étnicos: en 2009 había en torno a 5,5 millones de ucranianos cuya lengua materna era el ruso. Los hablantes de ruso son más numerosos en la mitad sudoriental del país, mientras que tanto el ruso como el ucraniano son usados por igual en el centro, y el ucraniano es la lengua dominante en el oeste. Algunos de estos "ucranianos rusificados" hablan ruso, mientras que otros hablan una mezcla de ucraniano y ruso conocida como "súrzhyk"; muchos de ellos también tienen cierto dominio del idioma ucraniano. Las estimaciones de su prevalencia en el país varían, pero según distintos estudios, los "ucranianos rusificados" constituyen entre un tercio y la mitad de la población total de Ucrania.

### Presencia de tropas rusas
Se atribuye la creación de la Flota del Mar Negro a Grigori Potiomkin el 13 de mayo de 1783, tras la anexión de Crimea bajo el reinado de Catalina la Grande y la creación de una importante base militar, ubicada en la ciudad de Sebastopol (recientemente anexionada a la Federación de Rusia desde marzo de 2014). La expansión hacia el sur del Imperio ruso a finales del siglo XVIII les llevó a enfrentarse con su mayor rival en la región del Mar Negro, el Imperio otomano. La Flota del Mar Negro venció a los turcos en 1790, combatió contra los otomanos durante la Primera Guerra Mundial, contra la flota rumana durante la Segunda Guerra Mundial y mantuvo breves combates contra la Armada de Georgia en el transcurso de la guerra de Osetia del Sur de 2008.

## Contexto
Crimea se convirtió en una parte independiente de Ucrania tras la disolución de la Unión Soviética, pero poco después re-adquirió su autonomía tras un referéndum en 1991. El presidente ucraniano, Leonid Kuchma abolió la Constitución de Crimea de 1992 y el cargo de Presidente de Crimea en 1995. Crimea ganó una nueva Constitución en 1998 que otorgó menos autonomía; sobre todo, que cualquier legislación aprobada por el parlamento de Crimea podía ser vetada por el parlamento de Ucrania.

### Euromaidán
Se conoce como Euromaidán (en ucraniano, Євромайда́н, Yevromaidán; «Europlaza») a una serie de manifestaciones y disturbios heterogéneos iniciada el 21 de noviembre de 2013 con grandes protestas en la Plaza de la Independencia en Kiev. Las protestas, de índole europeísta, independentista y nacionalista, se desencadenaron a raíz de la repentina decisión del presidente Viktor Yanukóvich de suspender el Acuerdo de Asociación entre la Unión Europea y Ucrania y fortalecer sus lazos con Rusia. Tras aprobar, por abrumadora mayoría, el parlamento ucraniano la ratificación del Acuerdo con la UE, Rusia habría presionado a Kiev para que lo rechazara. Los manifestantes se opusieron a lo que consideraban corrupción gubernamental generalizada, abuso de poder y violaciones de los derechos humanos. La organización no gubernamental Transparencia Internacional denunció a Yanukóvich como el principal ejemplo de corrupción en el mundo. La violenta dispersión de los manifestantes el 30 de noviembre de 2013 provocó aún más indignación en la población. El Euromaidán precipitó la renuncia del presidente el 22 de febrero de 2014 y significó el origen de la guerra ruso-ucraniana.
Tras la huida del presidente de Ucrania Víktor Yanukóvich en dirección desconocida el 21 de febrero de 2014, la Rada Suprema destituyó del cargo a Yanukóvich por «el abandono de sus funciones constitucionales». El 23 de febrero de 2014, el jefe del grupo parlamentario del Partido de las Regiones que lideraba Yanukóvich, Oleksandr Yefrémov, responsabilizó a Yanukóvich del saqueo del país y del derramamiento de sangre.
Más adelante, el 29 de marzo de 2014, el Congreso del Partido de las Regiones expulsaría de sus filas a Yanukóvich, Mikola Azárov, Oleksandr Klimenko, Serhiy Arbúzov, Valeriy Konovalyuk y Andréi Syshatski por 333 votos a favor, 45 en contra y 28 abstenciones.
Los sucesos se habían desencadenado en Kiev la noche del 21 de noviembre de 2013, un día después de que el Gobierno de Ucrania hubiera suspendido in extremis la firma del Acuerdo de Asociación y el Acuerdo de Libre Comercio con la Unión Europea (UE).
Aunque el 30 de marzo de 2012, Yanukóvich y los líderes de la UE habían acordado un estatuto de asociación de Ucrania con la UE, la entrada en vigor se fue aplazando y las negociaciones quedaron estancadas durante un año, entre otras razones porque una de las exigencias europeas era la liberación de Yulia Timoshenko y Yuri Lutsenko, opositores al Gobierno. Ello no impidió que durante los meses previos al inicio de las protestas, Yanukóvich prometiera realizar las reformas necesarias para seguir adelante con las negociaciones.
Sin embargo, sorprendentemente, el Gobierno ucraniano, encabezado por Mikola Azárov, publicó el 21 de noviembre de 2013 una nota oficial en la que informaba que el proceso de preparación de la firma del acuerdo quedaba «suspendido». Las razones esgrimidas fueron la caída en la producción industrial y el mantenimiento de relaciones con los países de la Comunidad de Estados Independientes. Yanukóvich asistió a la cumbre de la UE los días 28 y 29, tal como estaba previsto antes de la suspensión unilateral, pero solo para declinar la última oferta europea, de 600 millones de euros, por considerarla «humillante». Por su parte, Azárov reprochó a la UE y al Fondo Monetario Internacional la falta del apoyo económico que hubiera compensado el «divorcio comercial» con Rusia, a la vez que admitía que había sido Moscú quien había conminado a Kiev a no sellar el pacto.
A partir del 21 de noviembre, se produjeron en la plaza de la Independencia (en ucraniano, Maidán Nezalézhnosti) de la capital varias concentraciones que exigían al gobierno retomar el diálogo con la UE. Las convocatorias lograron congregar a cientos de miles de personas, que asistieron a discursos diarios de líderes políticos opositores y de figuras destacadas de la cultura, tanto ucranianas como extranjeras. Entre sus impulsores se encontraban organizaciones sociales, la oposición política —incluidos grupos ultranacionalistas y de extrema derecha, Sector Derecho y Svoboda— y las Iglesias ucranianas —como la Iglesia ortodoxa ucraniana del Patriarcado de Kiev—, con excepción de la Iglesia ortodoxa ucraniana del Patriarcado de Moscú. En las manifestaciones también participaron representantes de minorías étnicas (rusos, chechenos, tártaros de Crimea, judíos, georgianos, armenios y otros) y ciudadanos de otros países (Polonia, Bielorrusia, Georgia, Rusia y otros).
Las protestas desembocaron en disturbios, que fueron creciendo en intensidad, al punto de que hubo días en que muchos manifestantes continuaban sus protestas toda la noche, lo que hacía imposible su desalojo del lugar por parte de las autoridades. El 16 de enero, la Rada Suprema ordenó penas contra los manifestantes, el bloqueo de edificios administrativos y la instalación de tiendas de campaña. Esto fue tomado por los manifestantes como un veto a su derecho de manifestarse y protestar. Desde entonces, las protestas provocaron una escalada de violencia en rechazo a las nuevas leyes. Como resultado, el 22 de enero las manifestaciones registraron cinco muertos.
Entre tanto, las protestas se fueron expandiendo a lo largo del centro y oeste del país, con algunos focos en el este, mayoritariamente rusófono. La exigencia no era solo el cambio económico hacia Europa, sino la sustitución total de gobierno, lo que llevó a la dimisión de Azárov el 28 de enero y a que el Parlamento reunido en asamblea extraordinaria derogara las polémicas leyes que limitaban los derechos de manifestación y reunión.
La noche del 19 y 20 de febrero, Yanukóvich y los principales líderes de la oposición (Vitali Klichkó, Arseni Yatseniuk y Oleh Tiagnibok) acordaron una tregua y la retirada de las barricadas colocadas anteriormente en la plaza de la capital para contener a las fuerzas policiales. El 21 de febrero —tras el llamado «Jueves Negro» (20 de febrero) en el que murieron más de 60 manifestantes—, se aprobó un acuerdo entre ambas partes para adelantar las elecciones, formar un gobierno de transición, volver a la Constitución de Ucrania de 2004 y frenar la violencia.
En la madrugada del 21 al 22 de febrero, Yanukóvich, sin informar al parlamento, abandonó su lujosa residencia de Mezhyhirya, en las afueras de la capital, y desapareció en dirección desconocida —según declararía más adelante, lo hizo al temer por su vida y la de su familia—. Yanukóvich no firmó la reintroducción de la Constitución de 2004 que acordó ratificar en menos de 48 en el acuerdo previo antes de desaparecer. En la mañana del 22 de febrero, la Rada Suprema lo destituyó de su cargo por «abandono de sus funciones constitucionales» y tomó el control del país, votando, por mayoría constitucional, la vuelta a la Constitución de 2004, acordada el día anterior.

#### Intento de abolición de la Ley de Lenguas Cooficiales
| Datos de 2001                                                                        | Datos de 2001 |
| ------------------------------------------------------------------------------------ | ------------- |
| Sebastópol obtuvo el porcentaje más alto (90.6 %), seguido por Crimea con un 77.0 %. |               |
| Datos de 2005                                                                        |               |
| Crimea: 97 % de toda la población                                                    |               |
| Óblast                                                                               |               |
| Dnipropetrovsk                                                                       | 72 %          |
| Donetsk                                                                              | 93 %          |
| Zaporizhia                                                                           | 81 %          |
| Lugansk                                                                              | 89 %          |
| Mikoláyiv                                                                            | 66 %          |
| Odesa                                                                                | 85 %          |
| Járkov                                                                               | 74 %          |

En febrero de 2014, la Rada Suprema acordó abolir la Ley sobre las bases de la política lingüística estatal de 2012, que establecía que en los rayones donde un determinado idioma fuese hablado por al menos 10 % de los habitantes, dicho idioma podía adquirir el rango de lengua cooficial. Sin embargo, el 3 de marzo el presidente interino del parlamento, Oleksandr Turchínov, se negó a firmar la mencionada resolución acerca de la ley de política lingüística hasta que la Rada no elaborase una nueva, por lo que la ley siguió en vigor (en 2018, dicha ley dejó de estar vigente al ser declarada inconstitucional por el Tribunal Constitucional).
La abrogación de la Ley aprobada en 2012 en algún momento hubiera perjudicado a los hablantes de ruso (cooficial en todo el este y sur de Ucrania, además de algunos raiones en Kirovogrado, Cherníhiv, Sumy y Zhitómir), húngaro (cooficial en algunos raiones de Transcarpatia) y rumano (cooficial en algunos raiones de Transcarpatia, Chernivtsí y Odesa). La propuesta fue rechazada por una parte de las comunidades bilingües dentro de Ucrania, además de otros países vecinos con importantes minorías en el territorio ucraniano, en particular Rusia.
Por su parte, las autoridades de Crimea —de ideología prorrusa— habían solicitado la asistencia del gobierno de Moscú después de que la Rada Suprema de Ucrania intentara abolir la ley. Sin embargo, el presidente interino de Ucrania, Oleksandr Turchínov, se negó a firmar esta decisión del Parlamento, instándolo a elaborar una ley nueva que regulara el uso de dichas lenguas.

## Convocatoria para el referéndum

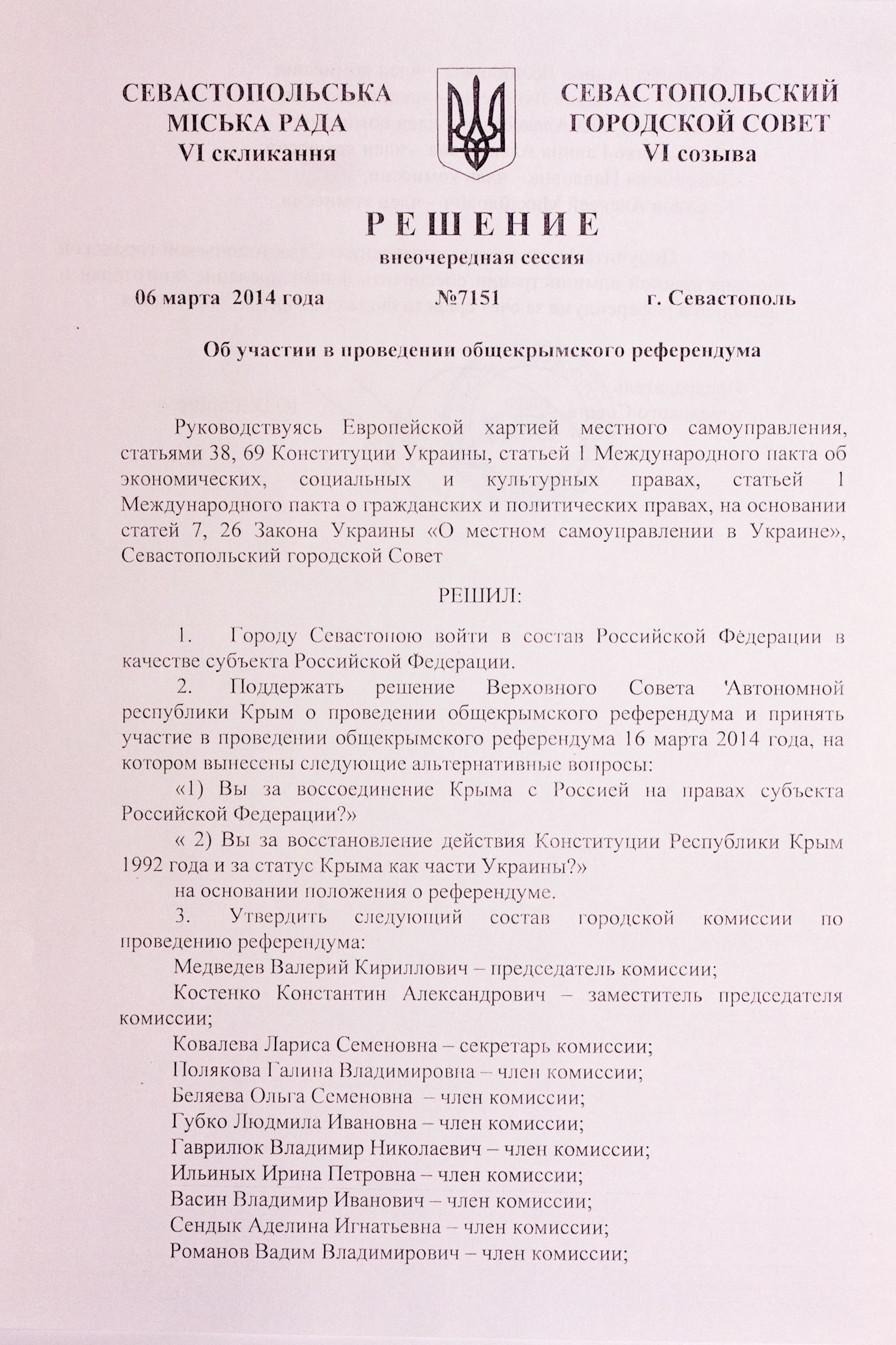
Decisión de Ayuntamiento de Sebastopol sobre el referéndum de secesión.

- República Autónoma de Crimea: La convocatoria para el referéndum fue aprobada por el Parlamento de Crimea por 61 de los 64 miembros de dicho parlamento presentes (de un total de 100 miembros) el 27 de febrero de 2014,[61] en plena crisis en la región.[62]

- Sebastopol: La convocatoria para el referéndum fue aprobada por 49 de los 50 concejales presentes en la sala del Consejo de la Ciudad de Sebastopol.[63] El presupuesto fue de 1 290 000 grivnas, para un padrón electoral de aproximadamente 305 000 personas registradas, las cuales tuvieron acceso a 192 casillas electorales, validándose el referéndum si se alcanzaba por lo menos el 50 % del electorado. Toda la documentación relacionada con el referéndum en Sebastopol se llevó a cabo en ruso.[64]

Originalmente, el referéndum iba a ser sobre el estado de Crimea en Ucrania y se fijó inicialmente para el 25 de mayo de 2014, pero más tarde se adelantó al 30 de marzo. Habiendo sido aprobado por el Parlamento de Crimea, se había declarado que el referéndum era para consultar sobre el futuro político de la región autónoma. El 4 de marzo, en rueda de prensa, el presidente ruso Vladímir Putin acentuó que la adhesión de Crimea a Rusia no estaba contemplada.
El 6 de marzo el parlamento de Crimea aprobó por unanimidad una moción que prevé la incorporación a Rusia y el vice primer ministro de Crimea, Rustam Temirgalíev, declaró que el referéndum sobre la autonomía de la región se adelantaría al domingo 16 de marzo y consultaría sobre la ampliación de las facultades de la autonomía dentro de Ucrania o el ingreso en la Federación de Rusia. Además, las boletas estarían en tres idiomas: ruso, ucraniano y tártaro de Crimea (con el alfabeto cirílico). También anunciaron que lo que desea el parlamento es «formar parte de la Federación de Rusia en calidad de miembro de la Federación» y el Consejo Supremo de Crimea envió al presidente y al parlamento ruso el mensaje sobre su decisión de adherirse. El líder del grupo parlamentario Rusia Justa, Serguéi Mirónov, afirmó que Cámara Baja del Parlamento ruso podría considerar un proyecto de ley sobre la incorporación de Crimea la semana del 10 de marzo.

## Declaración de Independencia de Crimea y Sebastopol
La Declaración de Independencia de la República Autónoma de Crimea y de la ciudad de Sebastopol fue una resolución conjunta aprobada el 11 de marzo de 2014 por el Parlamento de Crimea y el Consejo de la Ciudad de Sebastopol donde expresaron su intención de auto-declararse independientes después de un referéndum que se celebraría el 16 de marzo, y que preveía la incorporación a Rusia como un sujeto federal. Ambos territorios eran dos divisiones subnacionales de Ucrania pero se unificaron para formar la República de Crimea independiente de Ucrania. El documento cita explícitamente la declaración unilateral de independencia de Kosovo y la opinión de la Corte Internacional de Justicia como un precedente para la acción.
La declaración anticipaba la constitución de la República de Crimea como "estado independiente y soberano con una forma republicana de gobierno" según los resultados del referéndum. La declaración de independencia fue aprobada por el Parlamento de Crimea por 78 votos a favor de un total de 81, siendo rubricada conjuntamente por el presidente del Parlamento de Crimea Vladímir Konstantínov y por el presidente del Consejo de la Ciudad de Sebastopol Yury Doynikov.

## Opciones

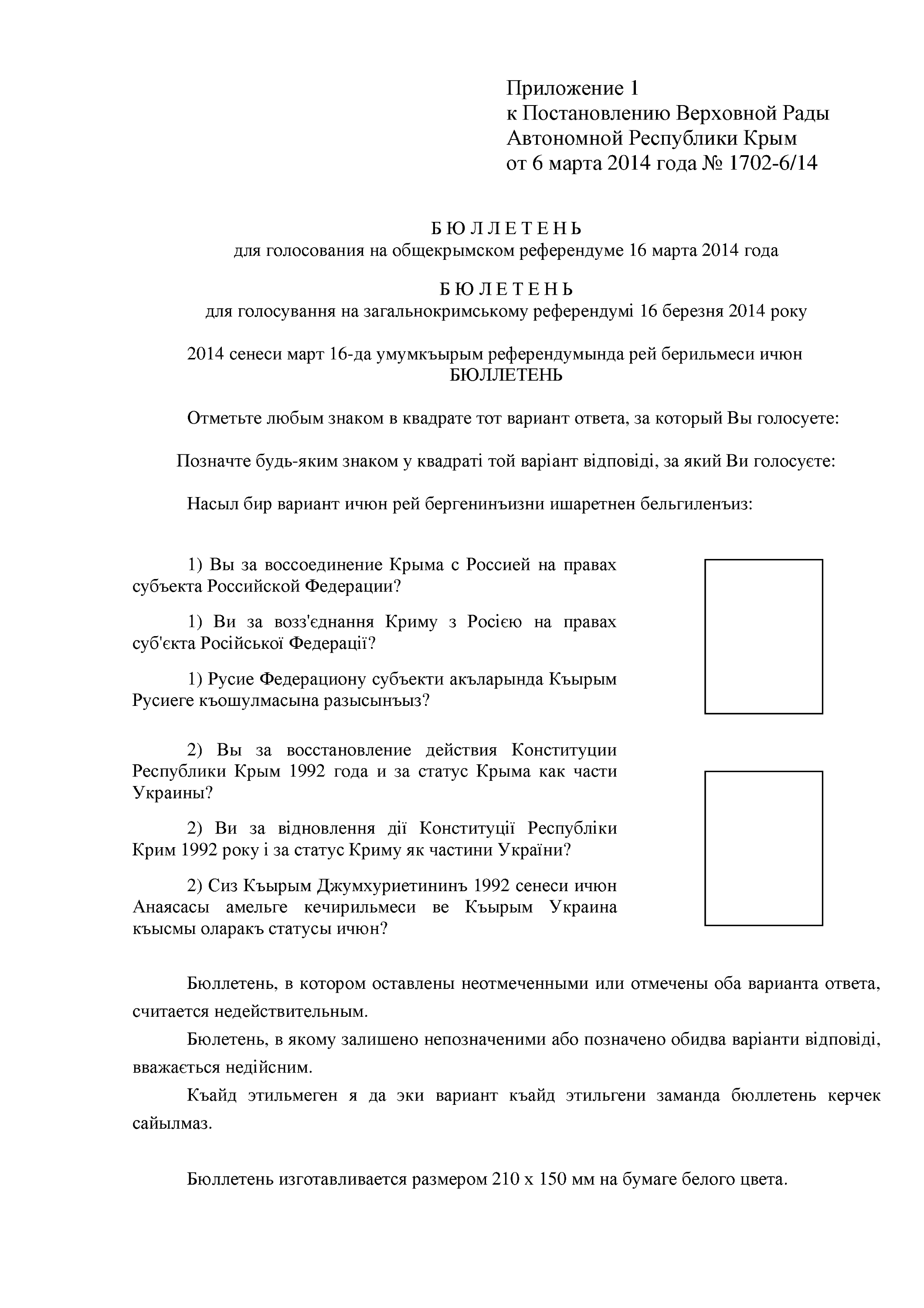
Papeleta de votación.

Lo que se iba a consultar, antes de la Declaración de Independencia de Crimea, era la ampliación de las facultades de la autonomía dentro de Ucrania o la anexión a Rusia. Luego simplemente se consultará por la anexión a la Federación Rusa o mantener la recientemente reclarada República de Crimea. El referéndum consistía originalmente en la siguiente pregunta:

«¿Apoya usted la autodeterminación de Crimea en el seno de Ucrania sobre la base de los acuerdos y tratados internacionales?» (Sí o no).

Sin embargo, se reformuló la consulta y las preguntas para votar pasaron a ser las siguientes, debiendo elegir una de las dos:
Pregunta 1: «¿Está a favor de la unificación de la península de Crimea con Rusia como sujeto de la Federación?»
Pregunta 2: «¿Está a favor de la restauración de la constitución de Crimea de 1992 y del estatus de la península de Crimea como parte de Ucrania?»
La opción que reciba la mayoría de votos será considerada la que exprese la voluntad de la población de Crimea, siempre y cuando sobrepase el 50 % de los votantes.
En cuanto a la constitución original de 1992, ésta estipulaba que Crimea fuese «un estado independiente», pero el parlamento ratificó una segunda versión un día más tarde que estipulaba que Crimea «era una parte de Ucrania».
Originalmente, el ruso había sido el idioma elegido para el texto de la boleta electoral, ya que según el último censo local, el 77 % de los habitantes de Crimea lo nombró como su lengua materna (predominando en total en un 97 % de la población), en comparación con un 10,1 % que identificó al ucraniano como su idioma nativo. El ruso es también la lengua dominante en los asuntos del gobierno de la Región Autónoma y es enseñado en las escuelas. Luego se anunció que el ucraniano y el tártaro de Crimea (con el alfabeto cirílico) también aparecerían en la boleta electoral.

## Desarrollo

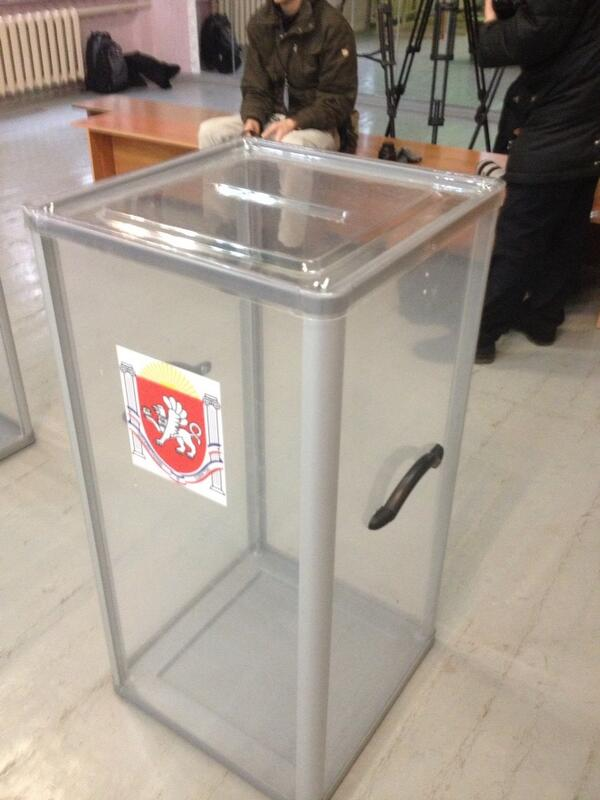
Urna del referéndum.

A las 24:00 horas del viernes 14 quedó prohibida la propaganda electoral y el 15 de marzo se desarrolló una jornada de reflexión.  Según las autoridades de Crimea, desde la apertura de los 1.205 colegios electorales —a las 08:00 (UTC+2) del 16 de marzo— se registró una alta concurrencia de electores, con un 45 y 50 % de participación en toda la península hacia las horas del mediodía. Las autoridades de la península daban por hecho que el 70 % de los votantes apoyaría la unificación con Rusia.
Al momento de elegir, los votantes recibieron las papeletas presentando su pasaporte ucraniano indicando el lugar de residencia. La votación fue posible sólo en el lugar de registro y no se proporcionaron boletas en ausencia. El Ministerio de Justicia de Ucrania limitó la base de datos al registro de crimeos con derecho a voto, por lo que en el referéndum se utilizan las listas de votación que se usaron en las elecciones a la Rada Suprema de Ucrania en el otoño de 2012. A los votantes se les dio la posibilidad de comprobar sus nombres en estas listas y solicitar correcciones, en caso de ser necesarias. Quedaron en total registrados unos 1 550 000 votantes.
Las urnas fueron transparentes y los votos no se colocaron en sobres, haciendo que algunas de las papeletas marcadas fuesen visibles a través de las paredes de las cajas. La seguridad estuvo garantizada por 2500 efectivos de la Policía, funcionarios del Ministerio de Situaciones de Emergencia y por las fuerzas de autodefensa de la península.
A las 20:00 (hora local) finalizaron los comicios. La comisión del referéndum anunció que la participación total fue del casi 90 % en Sebastopol y un 80 % en el resto de la península. En cuanto a los tártaros de Crimea, participaron más del 40 % del total. Ya tras el cierre de los colegios electorales comenzó el escrutinio de los votos. Según un sondeo a boca de urna del Instituto de investigación política y sociológica de la República de Crimea, el 93 % de los votantes eligió la adhesión de Crimea a Rusia y un 7 % la restitución de la Constitución de 1992.
En Sebastopol, en las listas de votantes hubo unas 305 000 personas habilitadas para votar y funcionaron 192 colegios electorales que abrieron a las 08:00 (UTC+3). A la ciudad acudieron alrededor de 50 observadores extranjeros para controlar el referéndum. Las autoridades locales anunciaron que hacia las primeras horas de la tarde la participación alcanzaba el 60 %. La comisión del referéndum anunció que la participación en la ciudad fue del casi 90 % y además participaron más de la mitad de los tártaros de Crimea residentes en la ciudad. Tras conocerse los resultados, los residentes de la ciudad salieron a las calles para celebrar.
En horas de la tarde, miembros de autodefensa detuvieron un vehículo con un grupo de «provocadores armados» que planeaba boicotear el referéndum en uno de los colegios electorales. Los hombres llevaban armas de fuego y armas blancas y la Policía les requisó una gran cantidad de dinero en dólares.

## Resultados definitivos
|                                                            | Crimea              | Sebastopol       |
| ---------------------------------------------------------- | ------------------- | ---------------- |
| Adhesión a Rusia                                           | 1 233 002 (96,77 %) | 262 041 (95,6 %) |
| Retorno a la Constitución de 1992 y permanencia en Ucrania | 31 997 (2,51 %)     | 9 250 (3,37 %)   |
| Votos inválidos                                            | 9 097 (0,72 %)      | 2 810 (1,03 %)   |
| Total                                                      | 1 274 096 (100 %)   | 274 101 (100 %)  |
| Participación                                              | 83,1 %              | 89,51 %          |
| Votantes registrados                                       | 1 534 815           | 305 000          |
| Fuentes: RT en Español y Agencia Kryminform                |                     |                  |

Las autoridades de Crimea anunciaron que los resultados se darían a conocer el 17 de marzo. Según los primeros datos del escrutinio del referéndum en Crimea en la noche del día 16, con el 50 % de los votos contados, el 95,5 % de la población votó a favor de ser anexada a Rusia. Unas horas más tarde se anunció que con el 75 % de los votos contados, el resultado era de 95,7 % a favor de formar parte de Rusia. Ya para la madrugada del 17, se anunció el final del recuento con el 100 % de los votos escrutados.
En la noche del 16 de marzo, se anunció que se completó el escritinio en Sebastopol, dando como resultado que el 93,5 % de los votantes eligieron la anexión a Rusia. En cuanto a las ciudades, Kerch fue la que tuvo la mayor participación: un 94,59 %. Fue seguida por Dzhankoy con el 89,83 % y por Teodosia con el 89,69 %. También fue alta la concurrenca en Simferopol y Yalta.

## Presuntas irregularidades y trabajo de los observadores
En los transcursos de días previos al referéndum, hubo informes de personas que confiscaban documentos de identificación. La administración de la ciudad de Simferopol confirmó estas afirmaciones y la declaró ilegal. También se reportaron tártaros crimeos que se retiraron de la península por «razones de seguridad».
Hacia el 8 de marzo, observadores de la Organización para la Seguridad y la Cooperación en Europa (OSCE) intentaron entrar en Crimea tres veces, impidiéndoseles la entrada. Estos primeros observadores fueron invitados por las autoridades de Kiev, pero las autoridades de Crimea afirmaron que la organización no tenía permiso para entrar en la región.
El 10 de marzo, el Parlamento crimeo invitó a la OSCE para observar el referéndum sobre el estatuto de la autonomía. Sin embargo, más tarde en el mismo día, una portavoz de la OSCE dijo que Crimea no tenía la autoridad para invitar a la organización en la región ya que no es un estado completamente independiente y, por lo tanto, incapaz de solicitar servicios proporcionados exclusivamente a miembros de la OSCE.
El 11 de marzo Rusia solicitó formalmente a todos los ciudadanos de habla rusa y extranjeros de la Unión Europea convertirse en observadores en Crimea, mientras que el viaje, alojamiento y todos los gastos serían cubiertos.
El 14 de marzo se anunció que alrededor de medio centenar de representantes de 21 países estarían presentes en el referéndum. Entre ellos habría políticos y expertos de Europa Occidental y Oriental, así como Israel y Estados Unidos. No hubo observadores de la OSCE, ya que el organismo consideró la consulta como ilegal, ni tampoco representantes de la Comunidad de Estados Independientes, por no recibir invitaciones.
El equipo de observadores internacionales reportó el día 15 que habían empezado a revisar los centros de votación en toda Crimea. Fueron en total 135 observadores de 23 países, entre ellos de Rusia, Letonia, Bélgica, Polonia, Estados Unidos, Mongolia, China, Serbia, Israel, Francia, Alemania, Italia, España, Grecia, entre otros países. Entre los observadores hubo diputados de Europa Occidental y Oriental, así como del Parlamento Europeo. La mayoría llegaron tras ser invitados por la Comisión Electoral de la República Autónoma de Crimea. También participaron 240 observadores en representación de las organizaciones de la sociedad de Crimea y los partidos políticos.
El jefe del grupo de los observadores internacionales anunció que el plebiscito se había celebrado de conformidad con las normas internacionales, cumpliendo con los procedimientos democráticos. El equipo de observadores internacionales aseguró no haber detectado errores en los preparativos del referendo, ni tampoco violaciones durante la votación.[cita requerida]

## Reacciones: reconocimiento y legalidad

### Crimea
El presidente del Congreso del Pueblo Tártaro de Crimea, Refat Chubarov, expresó su preocupación de que los tártaros de Crimea se verían amenazada como consecuencia de la toma del poder por parte de los rusos. Dijo que Crimea es parte de Ucrania y advirtió sobre un «colapso en el orden mundial» si Rusia tenía éxito en la separación de Crimea de Ucrania. El 6 de marzo el presidente anunció que los tártaros de Crimea boicotearán el referéndum, ya que lo consideran ilegítimo. Sin embargo, un líder de la comunidad tártara, Lenur Usmanov, declaró que más de la mitad de los aproximadamente 5.000 tártaros que viven en la ciudad de Sebastopol participaron en el referéndum y las autoridades de Crimea informaron que aproximadamente el 40 % de los tártaros crimeos votaron en el referéndum.
El 3 de marzo, el presidente del Parlamento de Crimea, Vladímir Konstantínov, comunicó que las ciudades ucranianas de Jersón y Mykolaiv, que pertenecen a otras regiones ucranianas, querían formar parte de la República Autónoma de Crimea. Luego, el 7 de marzo anunció que invitarán a observadores internacionales para que estén presentes en el referéndum, entre ellos, varios de la Federación Rusa. Al día siguiente las autoridades anunciaron que esperan que la integración de la república a Rusia sea a fines de marzo, en caso de que sea aprobada tras el referéndum y que en caso de que ocurra, la república sería capaz de pagarle a Ucrania por los suministros energéticos.

### Estados implicados

#### Ucrania
El 27 de febrero de 2014 la Comisión Electoral Central de Ucrania dijo que «para celebrar el referéndum no existe ninguna base legal». Aunque de acuerdo con el artículo 3 de la Ley de Ucrania "Sobre referéndum pan-ucraniano", los referéndum sobre cambios territoriales pueden ser aprobados en referéndum pan-ucraniano. En consecuencia, el gobierno interino de Ucrania anunció que no reconocerá el referéndum. El presidente Oleksandr Turchínov declaró que «no es un referéndum, es una farsa, un falso y un delito contra el Estado que está organizado por los militares de la Federación de Rusia».
Turchínov también anunció el 6 de marzo que la Rada Suprema de Ucrania iniciará la disolución del Parlamento de la República Autónoma de Crimea. Debido a la declaración de independencia del 11 de marzo, la Rada Suprema amenazó con iniciar el proceso de disolución del Parlamento de Crimea si las autoridades de la península continúan con el proceso de adhesión a Rusia.
El Consejo de Seguridad de las Naciones Unidas se reunió el 15 de marzo para tratar una resolución que rechazaba la realización del referendo en Crimea. La resolución contó con el voto favorable de 13 países; además, a la propuesta elevada por Estados Unidos se sumaron Argentina, Australia, Chad, Chile, Corea del Sur, Francia, Jordania, Lituania, Luxemburgo, Mali, Nigeria, el Reino Unido y Ruanda, mientras que la República Popular China se abstuvo. La resolución fue rechazada únicamente por Rusia, que al tener derecho a veto, evitó que esta fuera aprobada.

#### Rusia
El presidente de la Cámara Baja del Parlamento ruso, Serguéi Narishkin, afirmó que Rusia respaldará la "«libre y democrática elección de la población de Crimea y de Sebastopol».
La presidenta del Consejo de la Federación Rusa, Valentina Matvienko, afirmó tras una reunión con el líder del Parlamento de Crimea, el 7 de marzo, que si dicha región decide unirse a Rusia «la república será un sujeto pleno en la Federación Rusa, con todos los derechos y atribuciones». También señaló que «los sujetos de la Federación Rusa, a diferencia de las regiones en Ucrania, tienen un nivel bastante elevado de autonomía. Los ciudadanos de Crimea tendrán todos los derechos de los ciudadanos rusos, los mismos salarios, las mismas pensiones y los mismos servicios sociales. Así, Crimea será un sujeto con nuestros mismos derechos».
El presidente Vladímir Putin ha solidificado aún más la posición de Rusia sobre el asunto, diciendo: «las medidas adoptadas por la dirección legítima de Crimea se basan en las normas del derecho internacional y tienen por objeto garantizar los intereses legítimos de la población de la península».
El 12 de marzo, Narishkin anunció que refrendarán garantías para los tártaros de Crimea si los habitantes de este territorio deciden incorporarse a Rusia, estableciendo el estatus oficial del idioma tártaro de Crimea junto al ruso y el ucraniano; la representación en los órganos ejecutivos y legislativos de todos los niveles; y programas anuales de asistencia. La Duma de Estado también anunció que conforme con los resultados de la consulta, tratará el tema de la anexión a Rusia el día 21 de marzo.
El día 16, el presidente ruso subrayó en una comunicación telefónica con la canciller alemana que la voluntad del pueblo de Crimea se ejerce en completa correspondencia con las normas de la legislación internacional, en particular con el primer artículo de la Carta de las Naciones Unidas, que consagra el principio de la igualdad y de autodeterminación de pueblos. También dijo que su país respetará la elección del pueblo de Crimea.
Tras finalizar el referéndum, Vladímir Putin conversó por teléfono con Barack Obama. Allí le dijo que dicha consulta «cumplió todas las normas internacionales». Ambos jefes de Estado señalaron que, a pesar de las diferencias en las opiniones, deben trabajar juntos para estabilizar la situación en Ucrania.

### Resto del mundo

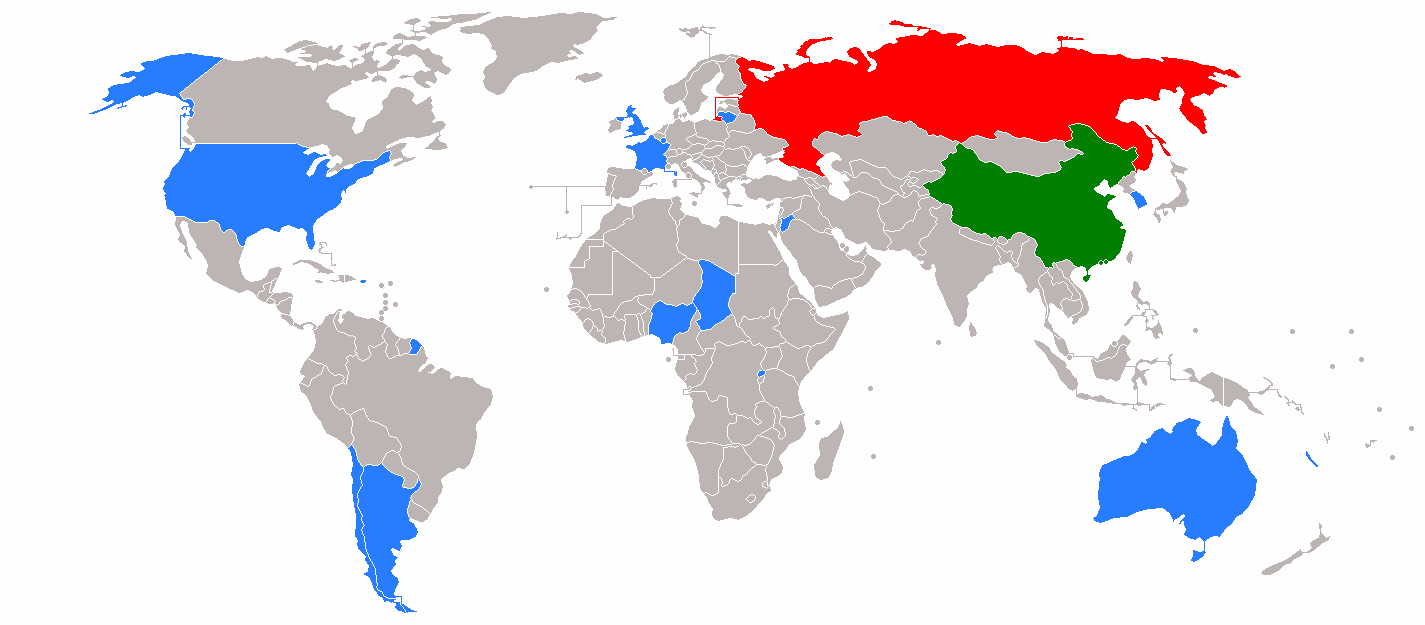
Votación del Consejo de Seguridad de la ONU sobre un proyecto de resolución condenando el referéndum de Crimea.
----
Países que votaron a favor la resolución
Abstención (China)
Utilizó derecho a veto (Rusia)

Reconocimiento internacional de la consulta en Crimea
----
Países que reconocieron el referéndum
Países que rechazaron el referéndum
Países que se limitaron a pedir la paz
Crimea

Varios de los países europeos, Estados Unidos y organismos internacionales (como la Unión Europea) mostraron su preocupación por la situación y abogaron porque se respete la integridad territorial ucraniana, desconociendo los resultados del referendo. Por otro lado, países miembros de la Comunidad de Estados Independientes, como Armenia, Bielorrusia, Kirguistán, y Kazajistán; y otros como Venezuela, Uganda, Afganistán, Corea del Norte, Siria, Bolivia, Cuba, Nicaragua y Zimbabue han reconocido como legítimo el resultado del referendo. También se han sumado los estados con reconocimiento limitado de Abjasia, Nagorno Karabaj y Osetia del Sur.

#### Estados
- Afganistán — El 22 de marzo, durante un encuentro con una delegación de legisladores de los Estados Unidos, el presidente Hamid Karzai declaró que, «en acuerdo con el principio de autodeterminación de los pueblos, Afganistán respeta la decisión del pueblo de Crimea expresada en el referendum del 16 de marzo» y agregó que respeta el hecho que Crimea fuera parte de Rusia.[114]
- Alemania — La canciller alemana, Angela Merkel, dijo que el referéndum era «ilegal e incompatible con la Constitución de Ucrania».[13]
- Albania — El Ministerio de Relaciones Exteriores de la República de Albania expresó que el referéndum es ilegal y no cumple con la Constitución de Ucrania y el derecho internacional, y por lo tanto no puede servir como base para cualquier cambio en el estado de Crimea. Albania pidió a la Federación de Rusia detener las operaciones en apoyo de esta iniciativa peligrosa y desestabilizadora que viole la soberanía, la integridad territorial y la unidad de Ucrania.[117]
- Argentina — Luego de la reunión con el papa Francisco en la Ciudad del Vaticano, la presidenta Cristina Fernández de Kirchner hizo mención al conflicto con el Reino Unido por las islas Malvinas y aprovechó para hacer un paralelismo con el referéndum de Crimea. Critcó la «doble moral» de los países occidentales al afirmar que «un referéndum realizado por Crimea es malo, pero uno hecho por los kelpers es bueno».[118]
- Armenia — El 20 de marzo el servicio de prensa de la presidencia armenia informó que el presidente Serge Sargsián, durante una conversación telefónica con su homólogo ruso, Vladímir Putin, reconoció la legitimidad del referendo, afirmando que «es un ejemplo de la realización del derecho de autodeterminación de los pueblos por medio de la expresión libre de su voluntad».[108]
- Bielorrusia — El 23 de marzo, el presidente bielorruso, Aleksandr Lukashenko, afirmó en una conversación con periodistas en Minsk «que es un hecho que Crimea ha pasado a formar parte de Rusia y que su gobierno estará al lado de Rusia siempre». El mandatario agregó que «Ucrania debe quedarse como un estado unido y fuera de bloques. Si mañana la OTAN desembarcara en Ucrania, sería completamente inaceptable para nosotros».[109]
- Canadá — El primer ministro Stephen Harper dijo que el gobierno canadiense no reconocerá los resultados del referéndum, y que la región se encuentra actualmente bajo una «ocupación militar ilegal».[13]
- Estados Unidos — El gobierno de Barack Obama anunció que autorizó las sanciones contra funcionarios y entidades rusas que considera responsables de «amenazar la integridad ucraniana».[94] El presidente también advirtió que el referéndum violaría la soberanía de Ucrania y el derecho internacional.[13] El 8 de marzo, la cancillería rusa informó que Serguéi Lavrov y John Kerry mantuvieron una conversación telefónica donde hablaron el tema de Crimea. Allí el secretario de Estado de Estados Unidos le avisó al ministro de exteriores ruso que cualquier paso de Moscú para anexar la región ucraniana a Rusia cerraría la puerta a la diplomacia.[94]

El 12 de marzo, en una entrevista, Barack Obama, dijo que «rechazará completamente» los resultados del referéndum en Crimea. Al día siguiente, John Kerry anunció que si se celebraba el referéndum en Crimea, Estados Unidos y la Unión Europea aplicarán sanciones contra Rusia.
Barack Obama anunció el 17 de marzo sanciones contra siete funcionarios rusos y contra el primer ministro de Crimea, el presidente del Parlamento crimeo y el presidente depuesto de Ucrania.
- Francia — El canciller Laurent Fabius dijo que el referéndum en la región de Crimea del 16 de marzo es ilegítimo y la anexión de Crimea por Rusia sería ilegal.[120] El presidente francés, Francois Hollande, dijo a Putin en una llamada telefónica que el referéndum «no tiene sustento legal» y pidió al líder ruso «hacer cualquier cosa para prevenir la anexión de Crimea a Rusia».[1]
- Georgia — El 16 de marzo, el Ministerio de Relaciones Exteriores emitió un comunicado diciendo que Georgia «no reconoce el referéndum», ya que se produjo «en medio de la presión de las fuerzas armadas rusas, en desafío a las normas y principios universalmente reconocidos del derecho internacional, con total desprecio por las leyes de Ucrania».[121] El 17 de marzo, el presidente Giorgi Margvelashvili denominó al referéndum como «ilegal» y expresó su «extrema preocupación». Dijo que «es impensable hablar de la libre elección y la libre expresión de la voluntad del pueblo, donde la situación está controlada por fuerzas armadas de Rusia».[122]
- Japón — El secretario en jefe del gabinete de Japón dijo que su país no reconoció el referéndum en la península de Crimea, y que Tokio responderá con sanciones contra Rusia.[123]
- Kazajistán — El 18 de marzo el Ministerio de Asuntos Exteriores kazajo anunció que con relación al referendo del 16 de marzo en la República Autónoma de Crimea y en apego a los principios del derecho internacional, Kazajistán percibió el referendo efectuado en Crimea como la «expresión libre de la voluntad de la población de esa República Autónoma» y comprendió la decisión de la Federación Rusa en las condiciones dadas. Kazajistán se manifestó por una solución pacífica a la crisis en Ucrania por medio del diálogo dentro del marco de las Naciones Unidas y otras organizaciones con autoridad internacional.[111]
- Kirguistán — La cancillería de Kirguistán afirmó que reconoció los resultados del referéndum, diciendo que los resultados «demuestran la voluntad de la mayoría de los residentes de la península, siendo una realidad objetiva».[110]
- Reino Unido — El primer ministro, David Cameron, ha declarado que cualquier referéndum en Crimea será «ilegal, ilegítimo, y no será reconocido por la comunidad internacional».[124]
- Rumania — El presidente Traian Băsescu emitió un comunicado declarando que «Rumanía considera el referéndum ilegal y no reconocerá los resultados». Mientras que el ministro de Relaciones Exteriores calificó de «ilegal e ilegítimo» y «una violación de la Constitución de Ucrania»", y agregó que el «resultado no será reconocido por la comunidad internacional».[125][126]
- Turquía — El ministro de Exteriores turco, Ahmet Davutoğlu, declaró que el referéndum no ayuda en la solución de la crisis.[127]
- Venezuela — El 18 de marzo, el presidente venezolano en su programa radial En contacto con Maduro, citó a la mandataria argentina que comparó la situación en Crimea con los casos de Kosovo y las Malvinas, mencionando «el doble rasero de la política internacional». Afirmó que la decisión de los habitantes de Crimea era legal.[112]

Estados con reconocimiento limitado:
- Abjasia — El presidente Alexander Ankvab dijo que se «respete la voluntad de Crimea, y que apoya y reconoce su elección trascendental» y que el referéndum, «refleja la voluntad del pueblo multinacionales de la península».[128]
- Artsaj — El Ministerio de Relaciones Exteriores de la Nagorno Karabaj, dijo en un comunicado del 17 de marzo que el referéndum es «una manifestación más de la realización del derecho de los pueblos a la libre determinación».[129]
- Osetia del Sur — El Ministerio de Relaciones Exteriores declaró que se «respete el derecho de la población de Crimea a determinar independientemente su destino».[128]

#### Organizaciones
- Organización de las Naciones Unidas — El Consejo de Seguridad de las Naciones Unidas expresó su apoyo a la unidad territorial la integridad y la soberanía de Ucrania. El Consejo convino en que era importante que todos los actores políticos en Ucrania ejerzan la máxima moderación y pidió un diálogo inclusivo que reconozca la diversidad de la sociedad ucraniana.[130]

El sábado 15 de marzo Rusia vetó una resolución del Consejo de Seguridad de las Naciones Unidas que buscaba declarar inválido el referendo a efectuarse el día siguiente en Crimea. China se abstuvo de votar y los demás miembros lo hicieron a favor.
- Unión Europea — Todos los 28 Estados miembros de la Unión Europea creen que la separación de la península de Crimea en Ucrania inaceptables en el derecho internacional.[131]

El Parlamento Europeo rechazó el referéndum y la independencia de Crimea, que vieron como manipulado y contrario al derecho internacional y ucraniano.
Los presidentes del Consejo Europeo, Herman van Rompuy, y de la Comisión Europea, José Manuel Barroso, divulgaron una declaración conjunta sobre la situación en torno a Crimea. Aclararon que la Unión Europea no reconoció la legitimidad del referéndum en y sus resultados, ni la anexión de Crimea y Sebastopol a la Federación de Rusia.
- Los líderes del Grupo de los 7 dijeron que no iban a reconocer los resultados del referéndum de Crimea. Los líderes instaron a Rusia a «inmediatamente» detener las acciones de apoyo a la región.[134]

## Celebraciones

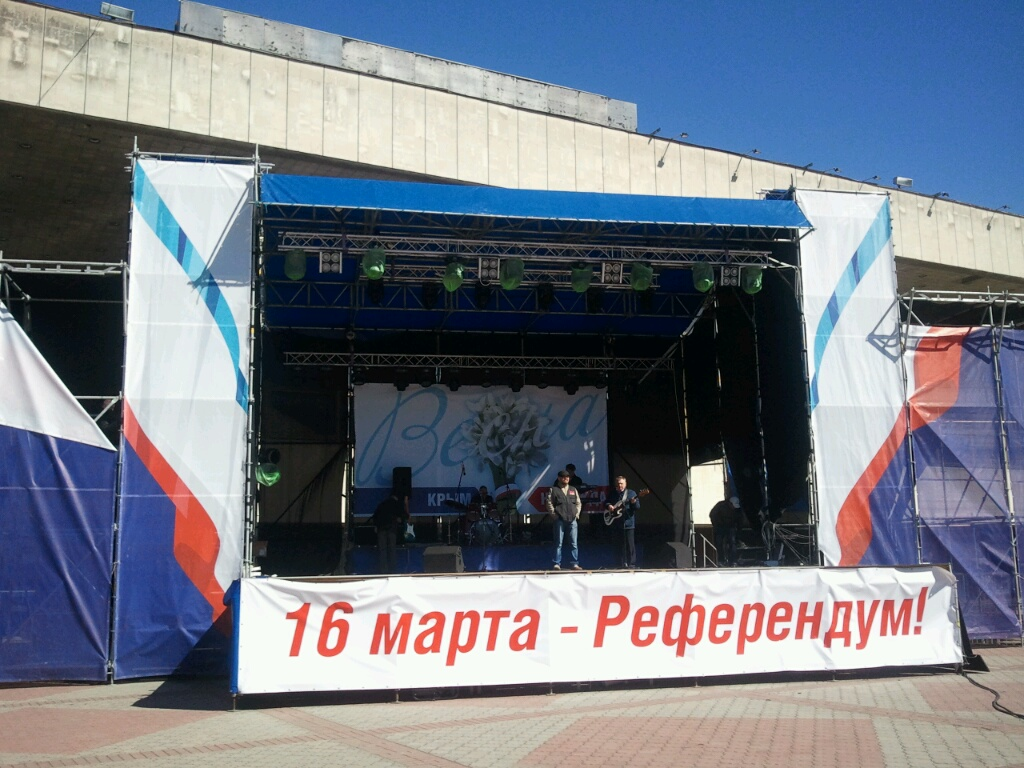
Escenario en una plaza de Simferopol en la mañana del 17 de marzo.

Ya por la noche, y tras la difusión de los primeros resultados, hubo festejos en calles y plazas de varias ciudades de la península, principalmente en Simferopol donde acudieron miles de personas con banderas rusas y crimeas y se realizó un concierto con bandas rusas y locales. También hubo festejos en plazas y calles de varias ciudades de la península. En la misma jornada, los ministros de Defensa de Rusia y Ucrania acordaron una tregua en las bases de Crimea hasta el 21 de marzo, según el ministerio ucraniano de Defensa. El ejército ucraniano comenzó a reponer suministros en sus instalaciones de Crimea, según el ministerio ucraniano de Defensa, mientras que los funcionarios de Crimea dijeron que las tropas de las bases «se les daría una salida segura».
En las ciudades de Donetsk y Lugansk se celebraron al mismo tiempo mítines y manifestaciones de apoyo al referendo sobre la federalización de Ucrania y en apoyo a la consulta del sobre estatus de Crimea. Además en Moscú se organizó una caravana de 350 automóviles en apoyo a Crimea, cuya ruta incluyó el Puente de Crimea, uno de los más reconocidos de la capital rusa.